# Вельмбюттель
Вельмбюттель (нім. Welmbüttel) — громада в Німеччині, розташована в землі Шлезвіг-Гольштейн. Входить до складу району Дітмаршен. Складова частина об'єднання громад КЛГ-Айдер.
Площа — 7,60 км2. Населення становить 419 ос. (станом на 31 грудня 2020).